# Brussels Hoofdstedelijk Parlement (samenstelling 2014-2019)
Dit is de lijst van volksvertegenwoordigers in het Brussels Hoofdstedelijk Parlement (BHP) voor de legislatuur 2014-2019. Het Brussels Hoofdstedelijk Parlement telt 89 leden: 72 ervan zijn Franstalig, de overige 17 Nederlandstalig.
Deze legislatuur volgt uit de Brusselse gewestverkiezingen van 25 mei 2014, ging van start op 10 juni 2014 en eindigde op 30 april 2019.
Tijdens deze legislatuur is de regering-Vervoort II in functie, die steunt op een meerderheid van PS, FDF, cdH en Open Vld, sp.a en CD&V. De oppositiepartijen zijn dus MR, Ecolo, PTB-PVDA-go! en Groen, N-VA en Vlaams Belang.
De 72 Franstalige parlementsleden maken tevens deel uit van het Parlement francophone bruxellois (PFB) en de 17 Nederlandstalige parlementsleden van de Raad van de Vlaamse Gemeenschapscommissie (RVGC), die beslissingsrecht hebben over de gemeenschapsbevoegdheden die autonoom bestuurd worden door de Franse en Nederlandse taalgroep. Deze gemeenschapscommissies vormen samen de Verenigde Vergadering van de Gemeenschappelijke Gemeenschapscommissie (VVGGC), waar gemeenschapsbevoegdheden waarvoor gemeenschappelijke overeenstemming tussen beide taalgroepen vereist is worden besproken.

## Samenstelling
| Begin legislatuur (2014) | Begin legislatuur (2014) | Begin legislatuur (2014) | Einde legislatuur (2019) | Einde legislatuur (2019) | Einde legislatuur (2019) |
| Fractie                  | Fractie                  | Zetels                   | Fractie                  | Fractie                  | Zetels                   |
| ------------------------ | ------------------------ | ------------------------ | ------------------------ | ------------------------ | ------------------------ |
|                          | PS                       | 21                       |                          | PS                       | 20                       |
|                          | MR                       | 18                       |                          | MR                       | 15                       |
|                          | FDF                      | 12                       |                          | DéFI                     | 12                       |
|                          | cdH                      | 9                        |                          | cdH                      | 8                        |
|                          | Ecolo                    | 8                        |                          | Ecolo                    | 8                        |
|                          | Open Vld                 | 5                        |                          | Open Vld                 | 5                        |
|                          | PTB-PVDA-GO!             | 4                        |                          | PTB-PVDA-GO!             | 4                        |
|                          | sp.a                     | 3                        |                          | Onafhankelijk            | 4                        |
|                          | Groen                    | 3                        |                          | Groen                    | 3                        |
|                          | N-VA                     | 3                        |                          | N-VA                     | 3                        |
|                          | CD&V                     | 2                        |                          | sp.a                     | 3                        |
|                          | Vlaams Belang            | 1                        |                          | CD&V                     | 2                        |
|                          |                          |                          |                          | Vlaams Belang            | 1                        |
|                          |                          |                          |                          | Listes Destexhe          | 1                        |

Wijzigingen in fractiesamenstelling:
- In 2014 verlaat Zahoor Manzoor de MR-fractie en stapt hij over naar de PS-fractie.
- In 2015 verlaat Mahinur Ozdemir de cdH-fractie. Sindsdien zetelt ze als onafhankelijke.
- In 2018 verlaat Armand De Decker de MR-fractie. Sindsdien zetelt hij als onafhankelijke.
- In 2019 verlaat Alain Destexhe de MR-fractie. Sindsdien zetelt hij in de Listes Destexhe-fractie.
- In 2019 verlaten Zahoor Manzoor en Mohamed Azzouzi de PS-fractie. Ze zetelen sindsdien als onafhankelijken.

## Lijst van de parlementsleden
| Volksvertegenwoordiger   | Fractie       | Taalgroep  | Opmerkingen |
| ------------------------ | ------------- | ---------- | --- |
| Mohamed Azzouzi          | PS            | Frans      | Vanaf 26 oktober 2017 voorzitter van de commissie Territoriale Ontwikkeling (BHP) en voorzitter van de commissie Onderwijs, Opleiding, Cultuur, Toerisme, Sport en Schoolvervoer (PFB). Zetelt vanaf 15 april 2019 als onafhankelijke. |
| Kenza Yacoubi            | PS            | Frans      | Vervangt vanaf 18 september 2017 Philippe Close, die burgemeester van Brussel wordt en dit niet wil cumuleren met het mandaat van Brussels Hoofdstedelijk Parlementslid. Close was voorzitter van de PS-fractie tot 15 september 2017 (BHP/VVGGC). |
| Caroline Désir           | PS            | Frans      | Tot 15 september 2017 bijkomend lid van het Uitgebreid Bureau (BHP/VVGGC) en vanaf 15 september 2017 voorzitter van de PS-fractie (BHP/VVGGC). |
| Bea Diallo               | PS            | Frans      | |
| Ahmed El Ktibi           | PS            | Frans      | Voorzitter van de commissie Sociale Zaken (VVGGC). |
| Nadia El Yousfi          | PS            | Frans      | Secretaris (BHP/VVGGC). |
| Isabelle Emmery          | PS            | Frans      | |
| Marc-Jean Ghyssels       | PS            | Frans      | Van 5 december 2016 tot 3 december 2018 voorzitter van de commissie Begroting en Rekening van het Parlement (BHP) en vanaf 17 september 2018 secretaris (BHP/VVGGC). |
| Amet Gjanaj              | PS            | Frans      | |
| Jamal Ikazban            | PS            | Frans      | Secretaris tot 29 november 2018 (PFB) en vanaf 29 november 2018 voorzitter van de PS-fractie (PFB). |
| Véronique Jamoulle       | PS            | Frans      | Secretaris vanaf 29 november 2018 (PFB). |
| Hasan Koyuncu            | PS            | Frans      | |
| Julien Uyttendaele       | PS            | Frans      | Vervangt vanaf 22 juli 2014 Rachid Madrane, die minister in de Franse Gemeenschapsregering wordt. Eerder verving Uyttendaele van 10 juni tot 20 juli 2014 Fadila Laanan, ontslagnemend minister in de Franse Gemeenschapsregering. |
| Ridouane Chahid          | PS            | Frans      | Vervangt vanaf 20 juli 2014 Fadila Laanan, die staatssecretaris in de Brusselse Hoofdstedelijke Regering wordt. Eerder verving Chahid van 10 juni tot 20 juli 2014 Rachid Madrane, ontslagnemend staatssecretaris in de Brusselse Hoofdstedelijke Regering. Chahid was tot 26 oktober 2017 voorzitter van de commissie Territoriale Ontwikkeling (BHP) en is vanaf 15 september 2017 bijkomend lid van het Uitgebreid Bureau (BHP/VVGGC) en vanaf 3 december 2018 voorzitter van de commissie Begroting en Rekening van het Parlement (BHP). |
| Zahoor Manzoor           | MR            | Frans      | Zetelde vanaf 19 december 2014 in de PS-fractie en daarna vanaf 25 maart 2019 als onafhankelijke. |
| Catherine Moureaux       | PS            | Frans      | Voorzitter van de PS-fractie tot 29 november 2018 (PFB). |
| Mohamed Ouriaghli        | PS            | Frans      | |
| Emin Özkara              | PS            | Frans      | Ondervoorzitter (BHP/VVGGC). |
| Charles Picqué           | PS            | Frans      | Parlementsvoorzitter (BHP/VVGGC), voorzitter van de commissie Financiën en Algemene Zaken (BHP) en vanaf 5 juni 2015 voorzitter van de commissie Europese Aangelegenheden (BHP). |
| Simone Susskind          | PS            | Frans      | |
| Sevket Temiz             | PS            | Frans      | |
| Michèle Carthé           | PS            | Frans      | Vervangt vanaf 10 juni 2014 Rudi Vervoort, minister in de Brusselse Hoofdstedelijke Regering. Carthé is ondervoorzitter van het PFB. |
| Françoise Bertieaux      | MR            | Frans      | Secretaris tot 17 september 2018 (BHP/VVGGC). |
| Jacques Brotchi          | MR            | Frans      | Secretaris tot 20 december 2018 (BHP/VVGGC). |
| Alain Courtois           | MR            | Frans      | Ondervoorzitter van het PFB. |
| Olivier de Clippele      | MR            | Frans      | Bijkomend lid van het Uitgebreid Bureau (BHP/VVGGC). |
| Armand De Decker         | MR            | Frans      | Ondervoorzitter tot 6 december 2016 (BHP/VVGGC). Zetelt vanaf 16 mei 2018 als onafhankelijke. |
| Corinne De Permentier    | MR            | Frans      | |
| Alain Destexhe           | MR            | Frans      | Zetelt van 1 tot 21 maart 2019 als onafhankelijke en vanaf 21 maart 2019 in de Listes Destexhe-fractie. |
| Vincent De Wolf          | MR            | Frans      | Voorzitter van de MR-fractie (BHP/VVGGC) en secretaris van het PFB. |
| David Weytsman           | MR            | Frans      | Vervangt vanaf 9 februari 2018 Boris Dilliès, die voltijds burgemeester van Ukkel wordt. Dilliès was voorzitter van de commissie Infrastructuur tot 26 oktober 2017 (BHP). |
| Willem Draps             | MR            | Frans      | Ondervoorzitter vanaf 9 december 2016 (BHP/VVGGC). |
| Dominique Dufourny       | MR            | Frans      | Voorzitter van de commissie Sociale Zaken (PFB). |
| Anne Charlotte d'Ursel   | MR            | Frans      | Vanaf 26 oktober 2017 voorzitter van de commissie Infrastructuur (BHP). |
| Abdallah Kanfaoui        | MR            | Frans      | |
| Marion Lemesre           | MR            | Frans      | |
| Jacqueline Rousseaux     | MR            | Frans      | |
| Viviane Teitelbaum       | MR            | Frans      | Voorzitter van de commissie Leefmilieu en Energie (BHP). Secretaris vanaf 20 december 2018 (BHP/VVGGC). |
| Gaëtan Van Goidsenhoven  | MR            | Frans      | Voorzitter van de MR-fractie (PFB). |
| Eric Bott                | FDF           | Frans      | |
| Bernard Clerfayt         | FDF           | Frans      | Ondervoorzitter (BHP/VVGGC) en voorzitter van de commissie Economische Zaken en Werk (BHP). |
| Michel Colson            | FDF           | Frans      | Voorzitter van de FDF/DéFI-fractie (PFB). |
| Emmanuel De Bock         | FDF           | Frans      | Vanaf 20 juli 2014 voorzitter van de FDF/DéFI-fractie (BHP/VVGGC). |
| Serge de Patoul          | FDF           | Frans      | Ondervoorzitter van het PFB. |
| Michaël Vossaert         | FDF           | Frans      | Vervangt vanaf 20 juli 2017 de overleden Barbara d'Ursel de Lobkowicz. |
| Fatoumata Sidibé         | FDF           | Frans      | Vervangt vanaf 20 juli 2014 Didier Gosuin, die minister in de Brusselse Hoofdstedelijke Regering wordt. Gosuin was voorzitter van de FDF-fractie tot 20 juli 2014 (BHP/VVGGC). |
| Marc Loewenstein         | FDF           | Frans      | Vervangt vanaf 20 juli 2014 Cécile Jodogne, die staatssecretaris in de Brusselse Hoofdstedelijke Regering wordt. |
| Fabian Maingain          | FDF           | Frans      | |
| Joëlle Maison            | FDF           | Frans      | |
| Martine Payfa            | FDF           | Frans      | Secretaris (BHP/VVGGC) en voorzitter van de commissie Gezondheid (PFB). |
| Caroline Persoons        | FDF           | Frans      | |
| Benoit Cerexhe           | cdH           | Frans      | Voorzitter van de cdH-fractie (BHP/VVGGC). |
| Julie De Groote          | cdH           | Frans      | Vanaf 17 oktober 2014 voorzitter van het PFB en voorzitter van de commissie Begroting, Administratie, Internationale Betrekkingen en Residuaire Bevoegdheden (PFB). |
| André du Bus de Warnaffe | cdH           | Frans      | Secretaris vanaf 15 oktober 2014 (BHP/VVGGC) en voorzitter van de cdH-fractie tot 17 oktober 2014 (PFB). |
| Ahmed El Khannouss       | cdH           | Frans      | Voorzitter van de commissie Binnenlandse Zaken tot 27 september 2016 (BHP). |
| Hamza Fassi-Fihri        | cdH           | Frans      | Voorzitter van het PFB tot 17 oktober 2014 en vanaf 17 oktober 2014 voorzitter van de cdH-fractie in het PFB. |
| Pierre Kompany           | cdH           | Frans      | |
| Bertin Mampaka Mankamba  | cdH           | Frans      | Secretaris tot 15 oktober 2014 (BHP/VVGGC). |
| Joëlle Milquet           | cdH           | Frans      | Werd van 15 oktober 2014 tot 11 april 2016 als minister in de Franse Gemeenschapsregering vervangen door Hervé Doyen. Milquet is voorzitter van de commissie Binnenlandse Zaken vanaf 27 september 2016 (BHP). |
| Mahinur Ozdemir          | cdH           | Frans      | Zetelt vanaf 1 juni 2015 als onafhankelijke. |
| Céline Delforge          | Ecolo         | Frans      | Secretaris (BHP/VVGGC). |
| Matteo Segers            | Ecolo         | Frans      | Vervangt vanaf 20 december 2018 Christos Doulkeridis, die burgemeester van Elsene wordt. Doulkeridis zelf werd van 10 juni tot 20 juli 2014 als ontslagnemend staatssecretaris in de Brusselse Hoofdstedelijke Regering vervangen door Jérémie Drouart. |
| Magali Plovie            | Ecolo         | Frans      | Vervangt vanaf 30 juni 2017 Isabelle Durant, die adjunct-secretaris-generaal van de handelsorganisatie van de Verenigde Naties wordt. Eerder verving Plovie van 10 juni tot 20 juli 2014 Evelyne Huytebroeck als ontslagnemend minister in de Brusselse Hoofdstedelijke Regering. |
| Zoé Genot                | Ecolo         | Frans      | Voorzitter van de Ecolo-fractie vanaf 17 juni 2014 (BHP/VVGGC). |
| Evelyne Huytebroeck      | Ecolo         | Frans      | Werd van 10 juni tot 20 juli 2014 als ontslagnemend minister in de Brusselse Hoofdstedelijke Regering vervangen door Magali Plovie. |
| Alain Maron              | Ecolo         | Frans      | Voorzitter van de Ecolo-fractie (PFB). |
| Anne Herscovici          | Ecolo         | Frans      | Vervangt vanaf 19 januari 2019 Arnaud Pinxteren, die schepen van Brussel wordt. |
| Barbara Trachte          | Ecolo         | Frans      | |
| Mathilde El Bakri        | PTB-PVDA-go!  | Frans      | |
| Claire Geraets           | PTB-PVDA-go!  | Frans      | |
| Youssef Handichi         | PTB-PVDA-go!  | Frans      | |
| Françoise De Smedt       | PTB-PVDA-go!  | Frans      | Vervangt vanaf 20 december 2018 Michaël Verbauwhede, die hoofdredacteur wordt van Solidair, het partijblad van de PVDA. |
| Els Ampe                 | Open Vld      | Nederlands | Voorzitter van de Open Vld-fractie (BHP/VVGGC). |
| René Coppens             | Open Vld      | Nederlands | Secretaris (BHP/VVGGC/RVGC). |
| Stefan Cornelis          | Open Vld      | Nederlands | Secretaris (BHP/VVGGC). |
| Carla Dejonghe           | Open Vld      | Nederlands | Voorzitter van de RVGC vanaf 12 juni 2014 en voorzitter van de commissie Algemene Zaken, Financiën, Begroting en Media (RVGC). |
| Khadija Zamouri          | Open Vld      | Nederlands | Vervangt vanaf 10 juni 2014 Guy Vanhengel, minister in de Brusselse Hoofdstedelijke Regering. Zamouri is voorzitter van de commissie Gezondheid (VVGGC) en voorzitter van de Open Vld-fractie in de RVGC. |
| Fouad Ahidar             | sp.a          | Nederlands | Ondervoorzitter (BHP/VVGGC) en voorzitter van de commissie Huisvesting (BHP). Eveneens tot 20 juli 2014 voorzitter van de sp.a-fractie in de RVGC en vanaf 20 juli 2014 secretaris van de RVGC. |
| Hannelore Goeman         | sp.a          | Nederlands | Vervangt vanaf 27 mei 2016 Elke Roex, die voltijds schepen van Anderlecht wordt. Hannelore Goeman is vanaf 27 mei 2016 voorzitter van de sp.a-fractie in de RVGC. Haar voorgangster Elke Roex was voorzitter van de sp.a-fractie tot 20 juli 2014 (BHP/VVGGC), tot 20 juli 2014 secretaris van de RVGC en van 20 juli 2014 tot 23 mei 2016 voorzitter van de sp.a-fractie in de RVGC. |
| Jef Van Damme            | sp.a          | Nederlands | Vervangt vanaf 20 juli 2014 Pascal Smet, die minister in de Brusselse Hoofdstedelijke Regering wordt. Van Damme is vanaf 20 juli 2014 voorzitter van de sp.a-fractie (BHP/VVGGC), vanaf 20 juli 2014 secretaris van de RVGC en voorzitter van de commissie Cultuur, Jeugd en Sport (RVGC). Zijn voorganger Pascal Smet was tot 20 juli 2014 secretaris van de RVGC. |
| Bruno De Lille           | Groen         | Nederlands | Werd van 10 juni tot 20 juli 2014 als ontslagnemend staatssecretaris in de Brusselse Hoofdstedelijke Regering vervangen door Jos Raymenants. De Lille is vanaf 20 juli 2014 voorzitter van de Groen-fractie (BHP/VVGGC) en is eveneens voorzitter van de commissie Onderwijs en Vorming (RVGC). |
| Annemie Maes             | Groen         | Nederlands | Secretaris (BHP/VVGGC), voorzitter van de Groen-fractie in de RVGC, tot 20 juli 2014 voorzitter van de Groen-fractie in het BHP en de VVGGC en tot 20 juli 2014 secretaris van de RVGC. |
| Arnaud Verstraete        | Groen         | Nederlands | Vanaf 20 juli 2014 secretaris van de RVGC. |
| Liesbet Dhaene           | N-VA          | Nederlands | Secretaris (BHP/VVGGC) en voorzitter van de commissie Welzijn, Gezondheid en Gezin (RVGC). |
| Cieltje Van Achter       | N-VA          | Nederlands | Secretaris (RVGC). |
| Johan Van den Driessche  | N-VA          | Nederlands | Voorzitter van de N-VA-fractie (BHP/VVGGC/RVGC). |
| Paul Delva               | CD&V          | Nederlands | Voorzitter van de CD&V-fractie (BHP/VVGGC/RVGC) en tot 20 juli 2014 ondervoorzitter van de RVGC. |
| Brigitte Grouwels        | CD&V          | Nederlands | Werd van 10 juni tot 20 juli 2014 als ontslagnemend minister in de Brusselse Hoofdstedelijke Regering vervangen door Vincent Riga. Grouwels is vanaf 20 juli 2014 ondervoorzitter van de RVGC. |
| Dominiek Lootens-Stael   | Vlaams Belang | Nederlands | Voorzitter van de Vlaams Belang-fractie (BHP/VVGGC/RVGC). |